# De Stappens de Harnes
De Stappens de Harnes was een notabele en adellijke familie in de Zuidelijke Nederlanden, afkomstig van Sint-Winoksbergen.

## Geschiedenis
Sint-Winoksbergen, oud stadje in Frans-Vlaanderen behoorde tot het rechtsgebied van het Brugse Vrije. Zo kwam het dat regelmatig telgen van notabele families uit deze stad, naar Brugge verhuisden, om er functies te vervullen, hetzij binnen het Brugse Vrije, hetzij als vertegenwoordigers van de centrale overheid.
Eerst waren verschillende generaties actief als schepen, burgemeester of ontvanger van Sint-Winoksbergen, zowel van de stad als van de kasselrij.
Hoger opklimmen in de hiërarchie van het ancien régime was, zoals voor veel leden van de adel in Frans-Vlaanderen, een ambitie die ze nastreefden door zich in Brugge te vestigen, er met een dochter van Brugse adel te trouwen.
Sommigen ambieerden en verkregen een functie als schepen of burgemeester binnen de stad Brugge. Andere zochten het bij het bestuur van het Brugse Vrije. Het ene en het andere bracht ze tot lidmaatschap van de Staten van Vlaanderen, waardoor ze in contact kwamen met de vertegenwoordigers van het centrale gezag in Brussel. 
Van de twee takken die zich in de achttiende eeuw in Brugge ontwikkelden was er de oudste, die opklom tot aan het ambt van schout, maar in de volgende generaties weinig opvolgers had en ten slotte nog enkel vrouwelijke erfgenamen. Met de jongere tak was het nog vlugger gedaan. Hoewel er dertien kinderen waren, zorgden ze niet voor nakomelingen de Stappens.

## Genealogie
- Jacques (de) Stappens (†1583) was schepen van Sint-Winoksbergen. Hij trouwde met Elisabeth van der Tombe.
  - François de Stappens trouwde met Louise Rotteis.
    - Marc de Stappens, heer van Harnes en Roeulx, trouwde met Anne de Zinneghem. Hij werd ontvanger van de stad en de kasselrij van Sint-Winoksbergen. In 1626 werd hem erfelijke adel verleend door koning Filips IV van Spanje. 
      - Jean-Baptiste de Stappens de Harnes (†1667) vestigde zich in Brugge en trouwde in 1655 met Marie-Françoise van Caloen (°1627), weduwe van Gerard van Volden.
        - François-Adrien de Stappens de Harnes (†1716) werd gemeenteraadslid en schepen, in 1703 burgemeester van de raadsleden en in 1711 burgemeester van de schepenen van  Brugge en afgevaardigde bij de Staten van Vlaanderen. Hij trouwde met Anne-Barbe van de Woestyne.
          - Jean-François de Stappens de Harnes (†1742) werd gemeenteraadslid en schepen van Brugge. Hij trouwde in 1710 in Gent met Agnès Stouthals.
            - Valentin de Stappens de Harnes (1713-1777), werd schepen en burgemeester van het Brugse Vrije, afgevaardigde bij de Staten van Vlaanderen, schout van Brugge en het Brugse Vrije.
              - Philippe de Stappens de Harnes (1742-1784), gemeenteraadslid in Brugge, trouwde met Petronilla van Outryve.
                - Louis-Philippe de Stappens de Harnes (1773-1812) trouwde met Julienne de Brouwere (1775-1842).
                  - Adèle de Stappens (1799- ) trouwde met Georges Chantrell.
                  - Eulalie de Stappens (1804- ) trouwde met Henri Mortier, die behoorde tot de Franse empireadel.

              - Marie-Elisabeth de Stappens (1749-1829) trouwde met baron Théodore de Pélichy (1714-1811). 
                - François de Pélichy (1722-1844), werd minister van de katholieke eredienst onder het Verenigd Koninkrijk der Nederlanden.
                - Jean-Marie de Pelichy van Huerne (1774-1859), werd Belgisch senator en burgemeester van Brugge.

            - Philippe-Anselme de Stappens (†1788), heer van Nieuwenhove volbracht militaire dienst bij de dragonders. Hij werd hoogpointer van de kasselrij Kortrijk, en vervolgens burgemeester van het Brugse Vrije en afgevaardigde bij de Staten van Vlaanderen. Hij trouwde in 1747 met Marie-Anne Veranneman, dochter van Jan-Simon Veranneman de Gentbrugge, schepen van Brugge. Het echtpaar kreeg dertien kinderen.
              - Marie-Anne de Stappens (1749-) trouwde met jonkheer Jean-Antoine de la Coste (†1780), schepen van het Brugse Vrije. Ze kregen drie zoons en een dochter.
              - Philippe de Stappens, luitenant-kolonel bij de Gardes Wallonnes.
              - Anne de Stappens (1752-1781) trouwde met Jacques van Ockerhout de ter Zaele en bleef kinderloos.
              - Valentin de Stappens (°1769), trouwde met Agnès de Cater, met nakomelingen gevestigd in Eeklo.

De familie de Stappens-de Harnes doofde uit in de mannelijke lijn.

## Eekhoutabdij
De Brugse Eekhoutabdij werd door de familie de Stappens de Harnes als haar religieus centrum gekozen, waar ze een mausoleum oprichtte waar vijf generaties de Stappens zich lieten begraven. Tevens werden fundaties gesticht die regelmatige inkomsten toezegden aan de abdij.
Twee leden van de familie werden monnik in de abdij, Augustin de Stappens en Jean-Baptiste de Stappens (1658-1700), theologieprofessor en prior van de abdij.
In 1743 ondertekende Valentin de Stappens een contract waarbij de familie de Stappens een fundatie oprichtte en financierde, die voor de duur van 50 jaar haar steun aan de abdij bevestigde in tegenprestatie voor het onderhouden van de herinnering aan de familie door het houden van religieuze diensten.
De verkoop en vernieling van de Eekhoutabdij en haar kerk op het einde van de achttiende eeuw, vernielde ook het mausoleum van de familie de Stappens.